# Spring Green
Spring Green és una població dels Estats Units a l'estat de Wisconsin. Segons el cens del 2000 tenia 1.444 habitants.

## Demografia
Segons el cens del 2000, Spring Green tenia 1.444 habitants, 585 habitatges, i 372 famílies. La densitat de població era de 422,4 habitants per km².
Dels 585 habitatges en un 32,1% hi vivien nens de menys de 18 anys, en un 55% hi vivien parelles casades, en un 6,3% dones solteres, i en un 36,4% no eren unitats familiars. En el 31,5% dels habitatges hi vivien persones soles el 15,9% de les quals corresponia a persones de 65 anys o més que vivien soles. El nombre mitjà de persones vivint en cada habitatge era de 2,38 i el nombre mitjà de persones que vivien en cada família era de 2,99.
Per edats la població es repartia de la següent manera: un 25,5% tenia menys de 18 anys, un 5,9% entre 18 i 24, un 28,6% entre 25 i 44, un 21,8% de 45 a 60 i un 18,2% 65 anys o més.
L'edat mediana era de 39 anys. Per cada 100 dones de 18 o més anys hi havia 83 homes.
La renda mediana per habitatge era de 45.000 $ i la renda mediana per família de 51.806 $. Els homes tenien una renda mediana de 36.597 $ mentre que les dones 26.296 $. La renda per capita de la població era de 21.462 $. Aproximadament el 3,2% de les famílies i el 6,1% de la població estaven per davall del llindar de pobresa.

## Poblacions més properes
El següent diagrama mostra les poblacions més properes.